# Kosmiczna heca
Kosmiczna heca – polska bajka muzyczna z wczesnych lat 1970. Opowiada o kocie i psie ścigających się używając coraz to szybszych środków transportu: roweru, motoru, samochodu, pociągu, samolotu i wreszcie rakiety. Zawiera szereg piosenek.
Wydana przez Polskie Nagrania „Muza” na singlu („czwórce”) 45-obrotowej, numer N 0695 z dźwiękiem monofonicznym, a w 1981 wznowiona jako SN 0695 z dźwiękiem stereofonicznym. Oryginalnie cena 25 zł.

## Ekipa
- Scenariusz: Wanda Chotomska
- Muzyka: Mieczysław Janicz
- Reżyseria: Wiesław Opałek
- Zespół instrumentalny i wokalny pod kierownictwem Mieczysława Janicza
- Reżyser nagrania: Zofia Gajewska
- Operator dźwięku: Jacek Złotkowski
- Druk okładki: ŁDA – Łódzka Drukania Akcydensowa

## Obsada
Artyści Scen Warszawskich:
- Anna Skaros – kot
- Mieczysław Gajda - pies
- Tadeusz Bartosik - kosmonauta
- Andrzej Siedlecki
- Ryszard Gołębiowski